# Regulares británicos
Casaca roja (en inglés, Redcoat) era el sobrenombre por el que se conocía a los soldados británicos durante el siglo XVIII, debido a que su uniforme tanto ceremonial como de batalla se caracterizaba por constar de una casaca de color rojo.

Soldado británico portando una casaca roja (c. 1742).

Este uniforme fue concebido para distinguirlos fácilmente del resto de los combatientes y así infundir temor y de paso cubrir la sangre de las heridas, dando a entender que eran un ejército casi inmortal. El uniforme se usó durante mucho tiempo en los regimientos coloniales del llamado Reino Unido de Gran Bretaña. Comenzó a ser utilizado en 1645, después de la Guerra Civil Inglesa.

Durante los siglos XVII y XVIII la Compañía Británica de las Indias Orientales (East India Trading Company) tenía el permiso del imperio para reclutar ejércitos particulares, los cuales usaban casacas rojas. Ya que entonces la compañía era tan poderosa que tenía su propia moneda y tenía gran influencia en la economía de Inglaterra y el Nuevo Mundo, el Imperio británico adoptó ese uniforme como enseña de su poder. Desde entonces pasaron a ser "Soldados del Rey" (King's Men).

## Guerras donde estuvieron presentes
Las guerras más importantes en que los casacas rojas estuvieron presentes, fueron:
- En la guerra contra Francia en América del Norte, donde los casacas rojas británicos triunfaron sobre los soldados franceses, lo que demarcó claramente las fronteras de territorios en disputa, dando origen al actual Canadá.

- La segunda guerra más conocida en que estuvieron presentes, ocurrió cuando los americanos nacidos en las trece colonias se sublevaron contra la Gran Bretaña, lo que desencadenó la independencia de los Estados Unidos de Norteamérica.[1] Las continuas luchas en varios frentes del Imperio británico (la mayor parte contra los aliados de las trece colonias) imposibilitó guerrear con fuerza contra ellas, a pesar de enviarse al Nuevo Mundo un contingente de 25.000 soldados, entre ellos cinco regimientos de mercenarios hessianos (alemanes a sueldo, soldados profesionales del Landgrave de Hesse-Kassel, el que arrendaba a sus soldados a quien pudiera pagarlos). Se previó una guerra corta, pues se creía que el Ejército Continental (el de las trece colonias) no era profesional ni estaba bien entrenado ni bien armado, pero la unión de estos últimos con Francia y España en el conflicto, posibilitó un flujo constante de pertrechos y de oficiales franceses bien entrenados. Además, recibieron gran cantidad de armas y municiones procedentes del Reino de España. Como resultado de aquello, los británicos empezaron a perder importantes plazas y finalmente se rindieron, dejando el continente y aceptando la independencia de las Trece Colonias, en adelante conocidas como Estados Unidos.

- En la Guerra Bóer, contra colonos holandeses, por el control del África del Sur, actualmente Sudáfrica.

- Durante el siglo XIX, los ejércitos ingleses con el uniforme de la casaca roja participaron activamente en la conquista y sometimiento del territorio Indostano, conocido actualmente como la región de la India y Pakistán. En las tierras conquistadas aplicaban la política de diferenciación, es decir, los soldados venidos de Inglaterra o descendientes de ingleses tenían derecho a portar el uniforme y los regimientos locales usaban atuendos típicos o tenidas oscuras, casi camufladas. Un ejemplo de estos regimientos son los soldados indios, que recibían el nombre de cipayos. Su oficialidad estaba enteramente compuesta por casacas rojas y los cipayos usaban un uniforme de color oliva o café.

## Ataque
Su forma más conocida de atacar, en la era de las armas de fuego, con mosquetes, era una formación en doble fila de 6 a 8 soldados que disparaban al mismo tiempo, siguiendo la orden de un superior; de esta forma la ráfaga de balas alcanzaba con cierta eficacia el objetivo, pues si disparaban individual y voluntariamente, no eran muy precisos, debido a que el mosquete que usaban no tenía cañón estriado, sino liso. Además la bala disparada por el mosquete era esférica, siendo muy imprecisa, de ahí la costumbre de atacar en grupos. Por eso en muchas batallas a los casacas rojas se les ordenaba atacar con bayonetas, principalmente cuando el enemigo estaba disperso o mal formado, o simplemente para terminar con la batalla y los soldados aún en pie.
Durante la guerra de independencia de los Estados Unidos, fue una táctica errónea. Los colonos milicianos (que no eran soldados regulares) pocas veces les hacían frente, sino más bien combatían como si de guerrillas se tratase, atacando por sorpresa. Además que los colonos usaban un rifle-mosquete Kentucky, que era más largo y de mayor alcance que el mosquete de norma del ejército inglés. El soldado británico, preparado para combates frente a frente, no fue entrenado para enfrentarse a otro tipo de tácticas.

## Vestimenta
Su vestimenta más conocida era una casaca roja con dos filas verticales de botones plateados (o dorados, según el rango) con camisa blanca y chaquetilla de paño (uniforme de verano), junto a un tricornio negro con borde blanco por sombrero. Lo cruzaban a la bandolera dos bandas blancas: una era para portar la espada o algún otro aditamento filoso, y la otra banda era para portar balas, pólvora o artículos de uso personal. Portaban un mosquete con bayoneta, originalmente ésta era de cubo y después pasó a ser de punta hueca. Si era oficial, utilizaba un tricornio con el borde dorado o de borde blanco con escarapela multicolor, botas negras cubiertas por polainas blancas (uniforme de invierno), pantalón blanco, y una pistola con una pequeña bayoneta en la punta algunas veces. Dependiendo del rango, portaban algunas distinciones como una peluca blanca con bucles o una medalla dorada al lado derecho. No se usaban los galones actuales, sino más bien enseñas de uso tradicional de cada regimiento o de cada sostenedor de un ejército.
A los oficiales se les agregaban generalmente piezas de oro y se les armaba con pistolas y espadas, además de usar una gola simbólica, en recuerdo de su pasado como oficiales de coraceros. El uniforme de invierno se complementaba con un abrigo de gala de color representativo de la región primigenia del regimiento: azul para los regimientos escoceses, rojo para los regimientos galeses, verde para los regimientos irlandeses, blanco o granate para los regimientos ingleses.
Durante la Guerra Bóer se terminó definitivamente de usar un uniforme con casaca roja, dando lugar al uso del uniforme color caqui o camuflado. Esto se mantendría durante la Primera Guerra Mundial y la Segunda Guerra Mundial hasta nuestros días.
Una excepción se puede ver en el Regimiento de Guardias Reales, que prestan servicio como Guardia Real en todas las residencias reales y en ceremonias especiales, que aún ahora siguen usando la casaca roja. También es muy común que las bandas militares de origen Inglés usen el uniforme con casaca roja a la usanza del siglo diecinueve.
Aunque no es propio de la tradición inglesa, la Real Policía Montada de Canadá y la banda militar representativa de aquel país usan la casaca roja.